# 2-я линия Хорошёвского Серебряного Бора
Втора́я ли́ния Хорошёвского Сере́бряного Бо́ра — улица в Серебряном бору Москвы (район Хорошёво-Мнёвники) между каналом Хорошёвского спрямления и Таманской улицей. Нумерация домов начинается от канала.

## Происхождение названия
Названия линий Серебряного Бора даны в 1950 году по расположению в части Серебряного Бора, относившейся к селу Хорошёво.

## Описание
2-я линия Хорошёвского Серебряного Бора начинается от берега канала, проходит на юго-запад параллельно 1-й линии, пересекает Центральный проезд Хорошёвского Серебряного Бора и выходит к Таманской улице напротив лодочной станции «Бездонное озеро». Кроме этого, дорога вдоль канала соединяет её со 1-й и 3-й линиями.

## См.также
- Серебряный бор